# Castello di Monte Cascioli
Il castello di Monte Cascioli, assaltato nel 1113 e nel 1114, venne distrutto dai fiorentini nel 1119. Il castello si trovava sulla collina di Sant'Ilario, dove risiedevano i Cadolingi,  controllando l'ormai distrutta Via Pisana che aveva un tracciato molto simile all'odierna strada statale 67 Tosco Romagnola. Oggi in quel luogo dove sorgeva il castello, è situata Villa Montecascioli, nel comune di Scandicci.